# Городская герилья

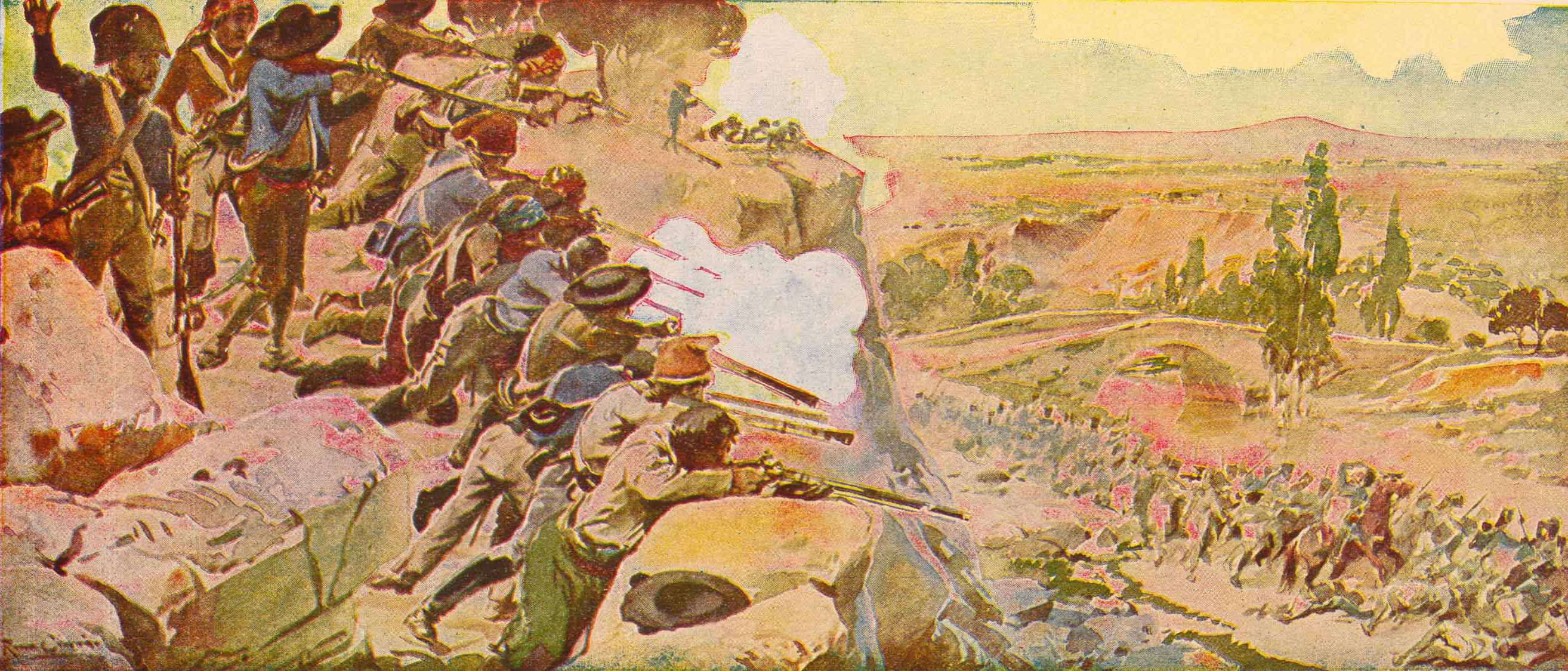
«Герильяс». Картина Альфредо Роке Гамейро

Городская герилья — расхожее название всей совокупности тактических наработок и способов ведения партизанской войны с заведомо превосходящими силами противника в городских условиях. Mетоды городской герильи нашли применение во время конфликта в Северной Ирландии, войн в Чечне, войны в Ираке и т. д. Несмотря на романтический ореол, идея использования городской герильи получила весьма скептическую оценку среди ряда специалистов, которые указывают на её оторванность от фундаментальных основ военного дела.

## Происхождение названия
Теоретические основы партизанской войны в городских условиях были заложены ещё в середине XX века бразильским революционером Карлосом Маригеллой. Oдна из его работ так и называлась: «Бразильская герилья. Краткий учебник городского партизана Архивная копия от 13 августа 2018 на Wayback Machine». В ней раскрывались основы организации партизанского движения в городской местности, описывалась методология и арсенал средств, начиная с протестных выступлений (забастовки, сидячие акции протеста и т. п.) и заканчивая уличными боями и актами террора. Что касается Российской Империи и СССР, то тактика партизанской войны в городе времен революций 1905-1917 г подробно описана в книгах  1.) "Вооруженное восстание", автор Филипп Анулов. ГИЗ Москва-Ленинград, отдел военной литературы, 1930 г.  2.)   "Вооруженное восстание", А. Ю. Нейберг.   М. - Л., Соцэкгиз, 1931 г.

## Суть явления
Как заключают современные исследователи, характер ведения партизанских и противопартизанских войн на рубеже XX и XXI веков в силу целого ряда объективных факторов претерпел существенные изменения. Одной из основных причин называют ускоренные темпы глобальной урбанизации и переход к ведению партизанских действий в плотно застроенных районах современных городов.
По мнению некоторых экспертов урбанизированный ландшафт и высокая плотность населения способствует возникновению ситуаций, в которых степень неопределённости внешних факторов возрастает экспоненциально, а вероятность успешного противодействия партизанским, повстанческим и террористическим вылазкам соответствующим образом снижается. Городская наземная и подземная инфраструктура создаёт крайне неблагоприятную среду для применения значительной части арсенала современных высокотехнологичных армий: системы GPS, высокоточного оружия, средств наблюдения и связи, комплексов воздушной разведки и т.д., что пагубным образом сказывается на эффективности увязших в городе подразделений. Помимо этого, повстанческие формирования получают возможность обернуть против правительственных сил сам факт присутствия на поле боя большого количества нейтральных гражданских лиц, которыми можно прикрыться или среди которых нетрудно затеряться. Осознание этого факта многократно цитировалось западной прессой в виде высказывания иракского государственного деятеля Тарика Азиза:

 …Они говорят нам, что мы, иракцы, — это не вьетнамцы. У нас нет ни джунглей, ни болот, чтобы спрятаться в них. На что я отвечаю: пусть наши города станут нашими болотами и наши постройки станут нашими джунглями.
Оригинальный текст (англ.)People say to me, you [the Iraqis] are not the Vietnamese. You have no jungles and swamps to hide in. I reply, let our cities be our swamps and our buildings our jungles.
— Christopher Bellamy: If the cities do not fall to the Allies, there may be no alternative to siege warfare
Однако существует и прямо противоположное мнение, сторонники которого указывают, что на протяжении всего XX века пока ещё ни в одной точке земного шара не удалось одержать убедительной победы методами «городской герильи». Причина такой ситуации видится в пренебрежении фундаментальными принципами партизанской борьбы, заложенными классическими работами Клаузевица и Мао, в соответствии с которыми успешность партизанских действий определяется использованием труднодоступной местности (джунглей, гор и т.п.), которая нивелирует многие преимущества традиционных вооружённых сил. Одновременно, для инсургентов крайне желательно наличие удобного выхода на межгосударственные границы, которые предоставляют доступ к безопасным убежищам и источникам внешней помощи. В противоположность этому, вступая в бой в тесноте современных городов, повстанцы подвергают себя риску почти неизбежного окружения и уничтожения. В результате средний срок деятельности бойца городских повстанческих формирований редко превышает один год. Надёжно работающей стратегии, которая могла бы преодолеть эти факторы, не существует.